# 아부 아흐마드 알아와니
왈리드 자셈 알아와니(영어: Waleed Jassem al-Alwani, 1972년 ~ 2015년 12월 27일)는 아부 아흐마드 알아와니(영어: Abu Ahmad al-Alwani)라는 이름으로 활동하는 이라크, 시리아 일대 테러 조직 이슬람 국가의 조직원이다. 사담 후세인 이라크 대통령 시절 이라크 군 장교로 활동하였으며, 후세인 축출 이후 IS 군사위원회 의장으로 활동하였다.
 2015년 12월 27일 연합군의 IS 공습으로 사망하였다.